# Tarenna mussaendoides
Tarenna mussaendoides là một loài thực vật có hoa trong họ Thiến thảo. Loài này được (Craib) K.M.Wong miêu tả khoa học đầu tiên năm 1989.